# 강훈 (가수)
강훈(1992년 12월 11일 ~)은 대한민국의 가수다. 2017년 EP 《안오시려나》로 데뷔했다.

## 방송
- 보이스킹 (2021) - Top68(45위)
- 불타는 트롯맨 (2022) - Top25(15위)
- 미스터트롯3 (2024)

## 음반
- 안오시려나 (2017)
- 온리 유 (2022)

## 공연
- 제33회 월드미스유니버시티 한국대회 본선 축하공연 (2021)